# أجويدا
أجويدا هي مدينة من مدن البرتغال. يبلغ عدد سكانها 47729 نسمة وذلك حسب إحصائيات سنة 2011.

## توأمة
لأجويدا اتفاقيات توأمة مع:
- بيساو

## أعلام
- جواو بيدرو ماتوس فيرنانديز
- أنطونيو دي فاسكونسيلوس نوغويرا
- أنجيلو دوس سانتوس
- مانويل أليغرا